# Fernando Paternoster
Fernando Paternoster (24. maj 1903 – 6. juni 1967) var en argentinsk fodboldspiller (forsvarer).
Han var en del af det argentinske landshold, der vandt sølv ved både OL i 1928 og ved VM i 1930. Begge gange med finalenederlag til Uruguay. I 1929 hjalp han landet til sejr i Copa América.
Paternoster spillede på klubplan hos Atlanta, Racing Club, Vélez Sársfield og Argentinos Juniors.

## Titler
Sydamerika-Mesterskabet (Copa América)
- 1929 med Argentina